# Parque nacional de Okomu
El parque nacional de Okomu (del inglés: Okomu National Park), anteriormente el santuario de vida silvestre Okomu, es un conjunto de bosques que junto con la reserva forestal Okumo de 1082 kilómetros cuadrados se localiza en el estado de Edo en  Nigeria. El parque se encuentra a unos 60 km al noroeste de Benín. El parque tiene un pequeño fragmento de la rica selva que una vez cubrió la región, y es el último hábitat para muchas especies en peligro de extinción. La superficie cubierta por la selva está en retroceso y a principios de 2005  tenía menos de un tercio de su tamaño original. Algunas poderosas corporaciones están involucrados en el desarrollo de plantaciones y concesiones forestales en todo el parque, y también suponen una amenaza.